# Нагишев, Павел Иванович
Павел Иванович Нагишев (1912—1987) — совхозник, Герой Социалистического Труда.

## Биография
Родился 16 декабря 1912 года в селе Атаманово (ныне — Черепановский район Новосибирской области). С 16 лет работал на железной дороге. С 1933 года жил в Тогучинском районе, работал в зерносовхозе «Завьяловский» трактористом-комбайнёром, механиком, управляющим совхозным отделением, завхозом, звеньевым.
Указом Президиума Верховного Совета СССР от 1 апреля 1948 года Павлу Ивановичу Нагишеву за получение урожая ржи 30,36 центнера с гектара на площади 42 гектаров было присвоено звание Героя Социалистического Труда с вручением ордена Ленина и золотой медали «Серп и Молот».
С 1958 года Нагишев работал в селе Родники того же района. Умер 15 февраля 1987 года. Похоронен в Родниках.
Также награждён медалями.